# Dimitris Kolovos
Dimitris Kolovos (Atenas, 27 de abril de 1993) es un futbolista griego que juega de centrocampista en el Panionios de la Segunda Superliga de Grecia.

## Selección nacional
Fue internacional sub-19, sub-20 y sub-21 con la selección de fútbol de Grecia, y en la actualidad es internacional absoluto con Grecia, desde que debutase el 13 de noviembre de 2014 en un amistoso frente a la selección de fútbol de Serbia.
Marcó su primer gol con la selección el 26 de marzo de 2019 en un partido de clasificación para la Eurocopa 2020 frente a la selección de fútbol de Bosnia y Herzegovina.

## Clubes
| Club                            | País         | Año       |
| ------------------------------- | ------------ | --------- |
| Panionios                       | Grecia       | 2010-2013 |
| Olympiakos                      | Grecia       | 2013-2017 |
| Panionios (cedido)              | Grecia       | 2013-2015 |
| R. K. V. Mechelen (cedido)      | Bélgica      | 2016-2017 |
| R. K. V. Mechelen               | Bélgica      | 2017-2019 |
| Willem II (cedido)              | Países Bajos | 2018      |
| A. C. Omonia Nicosia (cedido)   | Chipre       | 2019      |
| Panathinaikos                   | Grecia       | 2019-2021 |
| F. C. Sheriff Tiraspol (cedido) | Moldavia     | 2020-2021 |
| F. C. Sheriff Tiraspol          | Moldavia     | 2021-2022 |
| Kocaelispor                     | Turquía      | 2022      |
| Panetolikos                     | Grecia       | 2022-2023 |
| Dewa United                     | Indonesia    | 2023-2024 |
| Panionios                       | Grecia       | 2024-     |

## Palmarés

### Títulos nacionales
| Título                        | Club                   | País     | Año  |
| ----------------------------- | ---------------------- | -------- | ---- |
| División Nacional de Moldavia | F. C. Sheriff Tiraspol | Moldavia | 2021 |